# 李于培
李于培（?—?），字滋園，山东省安邱縣（今安丘市）人，清朝官員。同進士出身。

## 生平
李于培是乾隆五十四年（1789年）己酉科拔貢，乾隆五十九年（1794年）考中甲寅科舉人，嘉慶元年（1796年）中趙文楷榜三甲進士。官刑部主事，升郎中，總辦秋審，對案件一絲不茍。嘉慶六年（1801年），殿辛酉科廣西鄉試。後奉旨前往西寧，調解民族糾紛，受到嘉獎。出任直隸正定知府，調保定知府，改分巡通永遵蓟道，調永定河道，任內陰雨連綿，永定河發生水災，于培親率官差，搶堵決口，感染風濕。疾病未愈，又調補分巡天津道，督辦水師營務，卒於任內，年僅五十余歲。民國《安邱新志》有傳。

## 家族
李于培出身於安丘峰山李氏第十五世，家族登科第者甚多。其父李策為乾隆二十五年（1760年）進士，官知縣。兄垣為乾隆四十八年（1783年）癸卯科舉人，官至廣順州知州。

## 著作
李于培在刑部任職期間，著有《秋讞分類條辨》數十卷。